# جولی لایپلی
جولی لایپلی، شخصیت تلویزیونی، سخنران و نویسنده آمریکایی است که به دلیل فعالیت‌هایش در زمینه توسعه رهبری جوانان شناخته می‌شود. 

## حرفه و تحصلات
او در سال ۲۰۰۲ عنوان دختر شایسته ویرجینیای آمریکا را در مسابقه‌ای ایالتی که در اواخر سال ۲۰۰۱ برگزار شد، به دست آورد. لایپلی نماینده ویرجینیا در مراسم انتخاب دختر شایسته آمریکا در سال ۲۰۰۲ بود که به‌صورت زنده از شهر گری، ایندیانا، در مارس ۲۰۰۲ پخش شد. لایپلی در سال ۲۰۰۰ از برنامه افتخاری دانشگاه ایالتی اوهایو با مدرک کارشناسی در رشته مطالعات رهبری فارغ‌التحصیل شد. او پیش از شرکت در مسابقات دختر شایسته ویرجینیای آمریکا، در سیستم انتخاب دختر شایسته اوهایو مشارکت داشت و از بورسیه تحصیلی دریافتی برای پرداخت هزینه‌های تحصیل خود در دانشگاه استفاده کرد. او سپس به ویرجینیا نقل مکان کرد تا به‌عنوان مشاور در یک شرکت آموزشی که با پنتاگون همکاری داشت، فعالیت کند. در این شرکت، او به‌عنوان مشاور ارشد مدیریت در حوزه آموزش و توسعه رهبری مشغول به کار شد. 
لایپلی علاوه بر فعالیت به‌عنوان سخنران حرفه‌ای که به سراسر ایالات متحده سفر کرده است، به دلیل اجرای برنامه‌های مثبت و خانوادگی با شبکه نیویورک سیتی مدیا در شهر نیویورک، نامزد دریافت جایزه امی نیویورک شده است.

## پیوندهای خارجی
- وب‌سایت رسمی
- Julie Laipply در بانک اطلاعات اینترنتی فیلم‌ها (IMDb)